# Magnus Meischner
August Ernst Magnus Meischner (* 31. März 1821 in Hartenstein; † 26. August 1892 in Penig) war ein deutscher Jurist und liberaler Politiker (Deutsche Fortschrittspartei).

## Leben und Wirken
Der Sohn von Christian Ernst Meischner, fürstlich-schönburgischer Rat und Bezirksarzt in Hartenstein, besuchte das Lyceum in Schneeberg und das Gymnasium in Zwickau. Er studierte Rechtswissenschaften von 1840 bis 1843 an der Universität Leipzig Rechtswissenschaften. Während seines Studiums wurde er Mitglied der Burschenschaft Marcomannia Leipzig
In den 1840ern ließ er sich als Rechtsanwalt in Penig nieder. Er war am Amtsgericht Penig sowie am Landgericht Chemnitz zugelassen. 1844 war er Gründer des ersten Peniger Turnvereins. Während der Revolution von 1848/49 nahm er als Freischärler beim Zug nach Dresden teil. Nach dem Maiaufstand wurde er begnadigt. Im Juli 1852 schloss er in Leipzig seine Promotion zum Dr. jur. ab. Ab Ende der 1870er war er zusätzlich als Notar tätig.
Meischner war Stadtverordnetenvorsteher von Penig. Er setzte sich stark für den Anschluss der Stadt Penig an das sächsische Eisenbahnnetz, insbesondere den Bau der Eisenbahnstrecken Penig-Narsdorf (Bau 1873), Glauchau-Penig (Bau 1875) und Penig-Rochlitz (Bau 1876) ein. Nach der Mandatsniederlegung des Abgeordneten Eduard Schreiber wurde Meischner 1871 in einer Nachwahl im 8. städtischen Wahlbezirk in die II. Kammer des Sächsischen Landtags gewählt. Dieser gehörte er bis 1881 an.
In Anerkennung seines Wirkens wurde er 1875 von der Stadt Penig zum Ehrenbürger ernannt. Die Meischnerstraße in Penig ist nach ihm benannt.